# Musketer
En musketer eller musketér er en infanterist i 1500-1700-tallet bevæbnet med en musket. I Danmark kender man bedst typen igennem Alexandre Dumas' bog om De Tre Musketerer.
Da musketten var et almindeligt våben i perioden, har musketerer været vidt udbredt. Betegnelsen musketer derimod, kender man kun enkelte steder.

## Frankrig

### Kongens musketerer
Bedst kendt er Kongens musketerer, da det er dem, Alexandre Dumas skildrer i sin bog De Tre Musketerer. Korpset blev oprettet af Ludvig XIII i 1622, da han bevæbnede et kompagni af det lette kavaleri med musketter.

### Kardinalens musketerer
Konkurrenter til kongens musketerer var det musketerkorps, som kardinal Richelieu oprettede næsten samtidigt med kongens.